# Kovács
Kovács [ˈkovaːt͡ʃ] ist einer der häufigsten Familiennamen in Ungarn. Er bedeutet Schmied.
Kovács oder Kovacs ist der Familienname folgender Personen:

## Künstlername
- Kovacs (* 1990), niederländische Sängerin, siehe Sharon Kovacs

### A
- Adalbert Kovács (1920–1999), rumänischer Fußballspieler
- Adam Kovács (* ?), ungarischer Judoka
- Adorján Ferenc Kovács (* 1958), deutscher Arzt und Publizist
- Ágnes Kovács (* 1981), ungarische Schwimmerin
- Ákos Kovács (* 1968), ungarischer Pop-Rock-Sänger und Songschreiber
- Alex Kovacs, US-amerikanischer Filmkomponist
- Amanda Kovacs (* 1965), britisch-kanadische Schauspielerin, siehe Amanda Tapping
- Andor Kovács (1929–1989), ungarischer Jazzmusiker
- András Kovács (1925–2017), rumänisch-ungarischer Filmregisseur und Drehbuchautor
- András Kovács (Soziologe) (* 1947), ungarischer Soziologe und Historiker
- András Ferenc Kovács (* 1959), ungarischer Schriftsteller
- Angela Kovács (* 1964), schwedische Schauspielerin
- Antal Kovács (* 1972), ungarischer Judoka
- Árpád Kovács (* 2005), ungarischer Sprinter
- Attila Kovács (Künstler) (1938–2017), ungarischer Künstler
- Attila Kovács (Fechter) (1939–2010), ungarischer Fechter
- Attila Kovács (Kammersänger) (* 1942), ungarischer Opernsänger
- Attila Kovács (Orientierungsläufer) (* 1951), ungarischer Orientierungsläufer
- Attila Kovács (Fußballspieler) (* 1956), ungarischer Fußballspieler
- Attila Kovács (Leichtathlet) (* 1960), ungarischer Leichtathlet
- Attila Kovács (Basketballspieler) (* 1961), ungarischer Basketballspieler
- Attila Kovács (Radsportler) (* 1963), ungarischer Radsportler
- Attila Kovács (Politiker) (* 1974), rumänischer Politiker
- Attila Kovács (Badminton) (* um 1975), ungarischer Badmintonspieler
- Attila Kovács (Eishockeyspieler) (* 1996), ungarischer Eishockeyspieler
- Attila Ara-Kovács (* 1953), ungarischer Philosoph, Journalist und Politiker, MdEP

### B
- Balázs Kovács (* 1977), ungarischer Leichtathlet
- Barbara Kovács (* 1993), ungarische Leichtathletin
- Béla Kovács (Politiker, 1908) (1908–1959), ungarischer Politiker
- Béla Kovács (Komponist) (1937–2021), ungarischer Komponist, Klarinettist und Hochschullehrer
- Béla Kovács (Politiker, 1960) (* 1960), ungarischer Politiker (Jobbik)
- Benedek Kovács (* 1998), ungarischer Schwimmer
- Bill Kovacs (1949–2006), US-amerikanischer Computergrafiker

### C
- Csaba Kovács (* 1984), ungarischer Eishockeyspieler

### D
- Dénes Kovács (1930–2005), ungarischer Violinist
- Dezső Kovács (1903–1992), ungarischer Polospieler
- Dusán Kovács (* 1971), ungarischer Leichtathlet

### E
- Edit Kovács (Schwimmerin) (* 1951), ungarische Schwimmerin
- Edit Kovács (Fechterin) (* 1954), ungarische Fechterin
- Elisabeth Kovács (1930–2013), österreichische Historikerin
- Ella Kovacs (* 1964), rumänische Leichtathletin
- Emese Kovács (* 1991), ungarische Schwimmerin
- Emese Szász-Kovács (* 1982), ungarische Fechterin
- Endre Kovács (Historiker) (1911–1985),  ungarischer Historiker
- Endre Kovács (Geistlicher) (1927–2007), ungarischer Ordensgeistlicher, Weihbischof in Eger
- Endre Kovács (Organist) (1936–2015), ungarischer Organist und Konzertveranstalter
- Endre Kovács (Fotograf) (* 1947), ungarischer Fotograf
- Endre Murányi-Kovács (1908–1968), ungarischer Schriftsteller und Kunsthistoriker
- Ernie Kovacs (1919–1962), US-amerikanischer Komiker und Musiker
- Erika Kovacs (* 1973), rumänische Bobsportlerin
- Ernst Kovács (* 1884; † unbekannt), österreichischer Wasserballspieler
- Erzsi Kovács († 2014), ungarische Sängerin
- Etelka Kovacs-Koller (1952–2023), deutsch-ungarische Malerin

### F
- Ferenc Kovács (Superintendent) (1740 – ca. 1800), reformierter Superintendent in Böhmen
- Ferenc Kovács (Fußballspieler) (1934–2018), ungarischer Fußballspieler und -trainer
- Ferenc Kovács (Handballtrainer) (* 1962), ungarischer Handballtrainer
- Ferenc Kovács (Tischtennisspieler), ungarischer Tischtennisspieler
- Ferenc Soma Kovács (* 2004), ungarischer Langstreckenläufer
- Flórián Kovács (1754–1825), Bischof der römisch-katholischen Kirche von Satu Mare (Sathmar)
- Frank Kovacs (1919–1990), US-amerikanischer Tennisspieler
- Fred Kovacs (* ?), US-amerikanischer Fußballspieler

### G
- Gábor Kovács (Autor) (* 1856), ungarischer Sachbuchautor
- Gábor Kovács (Mediziner) (1929–2023), ungarischer Mediziner
- Gabor Kovacs (Pneumologe) (* 1977), österreichischer Mediziner
- Gábor Kovács (Leichtathlet), ungarischer Speerwerfer
- Gábor Kovács (Forstingenieur) (* 1941), ungarischer Forstingenieur
- Gábor Kovács (Ornithologe) (1951–2023), ungarischer Ornithologe
- Gábor Kovács (Produzent) (* 1955), ungarischer Filmproduzent
- Gábor Kovács (Kunstsammler) (* 1957), ungarischer Bankier und Kunstsammler
- Gábor Kovács (Schachspieler) (* 1977), ungarischer Schachspieler
- Gábor Kovács (Fußballspieler 1978) (* 1978), ungarischer Fußballspieler
- Gábor Kovács (Fußballspieler, September 1987)  (* 1987), ungarischer Fußballspieler
- Gábor Kovács (Fußballspieler, Oktober 1987) (* 1987), ungarischer Fußballspieler
- Gedeon Kovács (1931–2023), ungarisch-deutscher Filmregisseur.
- George Kovacs (1926–2007), US-amerikanischer Designer
- Gergely Kovács (Geistlicher) (* 1968), rumänischer Geistlicher, Erzbischof von Alba Iulia
- Gergely Kovács (Moderner Fünfkämpfer) (* 1975), ungarischer moderner Fünfkämpfer
- Gergely Kovács (Politiker) (* 1980), ungarischer Politiker
- Greg Kovacs (1968–2013), kanadischer Bodybuilder
- Günter Kovacs (* 1968), österreichischer Landtagsabgeordneter
- Gyöngyi Mák-Kovács (* 1940), ungarische Turnerin
- Gyula Kovács (Ringer) (1917–1986), ungarischer Ringer
- Gyula Kovács (Musiker) (1929–1992), ungarischer Jazzschlagzeuger
- Gyula Zoltán Kovacs (* 1965), Psychologe und Hochschullehrer

### I
- Ida Kovács (* 1975), ungarische Leichtathletin
- Ilona Kovács (* 1960), ungarische Basketballspielerin
- Imre Kovács (1921–1996), ungarischer Fußballspieler
- Imre Kovács (Politiker) (1913–1980), ungarischer Politiker
- Iosif Kovács (1921–2003), rumänischer Fußballspieler
- István Kovács (Politiker) (1911–2011), ungarischer Politiker
- István Kovács (Ringer) (* 1950), ungarischer Ringer
- István Kovács (Boxer) (* 1970), ungarischer Boxer
- István Kovács (Schiedsrichter) (* 1984), rumänisch-ungarischer Fußballschiedsrichter
- István Kovács (Fußballspieler) (* 1992), ungarischer Fußballspieler
- Iván Kovács (* 1970), ungarischer Fechter

### J
- János Kovács (* 1985), ungarischer Fußballspieler
- Joachim Kovacs (* 1984), österreichischer Tenniscoach und Landessprecher der Grünen Partei in Wien
- Joe Kovacs (* 1989), US-amerikanischer Kugelstoßer
- József Kovács (Mediziner) (1832–1897), ungarischer Chirurg
- József Kovács (Hürdenläufer) (1911–1990), ungarischer Leichtathlet
- József Kovács (Fußballspieler, 1923) (* 1923), ungarischer Fußballspieler
- József Kovács (Langstreckenläufer) (1926–1987), ungarischer Leichtathlet
- József Kovács (Ringer) (1929–1991), ungarischer Ringer
- József Kovács (Fußballspieler, 1949) (* 1949), ungarischer Fußballspieler
- József Kovács (Fußballspieler, 1966) (* 1966), ungarischer Fußballspieler
- Judit Kovács (Bogenschützin) (* 1956), ungarische Bogenschützin
- Judit Kovács (Leichtathletin) (* 1969), ungarische Hochspringerin
- Julia Kovacs (* 2011), deutsche Schauspielerin

### K
- Kálmán Kovács (Fußballspieler, 1911) (1911–1982), ungarischer Fußballspieler
- Kálmán Kovács (Kanute), ungarischer Kanute
- Kálmán Kovács (Fußballspieler, 1965) (* 1965), ungarischer Fußballspieler
- Kálmán Kovács (Mediziner), ungarisch-kanadischer Mediziner
- Károly Kovács (Fußballspieler) (1908–1966), ungarisch-französischer Fußballspieler
- Károly Kovács (Radsportler), ungarischer Radrennfahrer
- Katalin Kovács (* 1976), ungarische Kanutin
- Kati Kovács (* 1944), ungarische Schauspielerin und Sängerin
- Kati Kovács (Comiczeichnerin) (* 1963), eine finnische Comiczeichnerin
- Kornél Fekete-Kovács (* 1970), ungarischer Jazzmusiker

### L
- Ladislav Kovács (* 1991), slowakischer E-Sportler
- Lajos Kovács (1894–1961), ungarischer Fußballspieler und -trainer
- Lajos Kovács (Leichtathlet) (1936–1997), ungarischer Leichtathlet
- László Kovács (Kanute), ungarischer Kanute
- László Kovács (Handballspieler), ungarischer Handballspieler und -trainer
- László Kovács (Kameramann) (1933–2007), ungarischer Kameramann, Regisseur und Fotograf
- László Kovács (Mathematiker) (1936–2013), ungarischer Mathematiker
- László Kovács (Schachspieler) (1938–2000), ungarischer Schachspieler
- László Kovács (Politiker) (* 1939), ungarischer Politiker
- László Kovács (Neurowissenschaftler), Neurowissenschaftler
- László Kovács (Fußballspieler) (1951–2017), ungarischer Fußballtorhüter
- Laszlo Kovacs (Ringer) (* 1971), australischer Ringer
- László Kovács (Eishockeyspieler) (* 1975), rumänischer Eishockeyspieler
- Lehel Kovács (* 1974), ungarischer Kunstmaler und Kunstdozent
- Leslie Kovacs (1925–1968), australischer Fechter

### M
- Magda Kósáné Kovács (* 1940), ungarische Politikerin
- Magda Nyári-Kovács (1921–2005), ungarische Florettfechterin
- Margit Kovács (1902–1977), ungarische Keramikkünstlerin
- Mária Kovács (* 1981), ungarische Boxerin
- Martin Kovacs (* 1980), deutscher Klassischer Archäologe
- Matyas Kovács (* 1997), rumänischer Eishockeyspieler
- Mihály Kovács (* 1957), ungarischer Handballspieler
- Mijou Kovacs (* 1957), österreichisch-französische Schauspielerin
- Miklós Kovács (Bischof) (1769–1852), ungarischer Geistlicher und römisch-katholischen Bischof von Siebenbürgen
- Miklós Kovács (Dichter) (1857–1937), ungarisch-slowenischer Kantor und Schriftsteller
- Miklós Kovács (1911–1977), rumänischer Fußballspieler und -trainer ungarischer Abstammung, siehe Nicolae Kovacs
- Miklós Kovács (Sportschütze) (* 1934), ungarischer Sportschütze
- Miklós Kovács (Rennfahrer), ungarischer Rallyefahrer
- Mira Lu Kovacs (* 1988), österreichische Musikerin
- Mónika Kovács (* 1976), ungarische Skirennläuferin

### N
- Nándor Kovács (1881–1945), ungarischer Leichtathlet
- Nicolae Kovacs (1911–1977), rumänischer Fußballspieler
- Norbert Kovács (* 1988), ungarischer Schwimmer

### P
- Pál Kovács (Mediziner) (1808–1886), ungarischer Mediziner, Homöopath und Schriftsteller
- Pál Kovács (Fechter) (1912–1995), ungarischer Fechter
- Patricia Kovacs, Geburtsname von Patricia Mihalics (* 1996), österreichische Handballspielerin
- Patrik Kovács (Dartspieler) (* 1996), ungarischer Dartspieler
- Patrik Kovács (Fußballspieler) (* 2005), ungarischer Fußballspieler
- Paul Kovacs (* 1990), australischer Skilangläufer
- Péter Eckstein-Kovács (* 1956), rumänischer Rechtsanwalt und Politiker, Abgeordneter, Senator und Minister
- Péter Kovács (Kunsthistoriker) (* 1939), ungarischer Kunsthistoriker
- Péter Kovács (Handballspieler) (* 1955), ungarischer Handballspieler
- Péter Kovács (Turner) (1959–2024), ungarischer Turner
- Péter Kovács (Jurist) (* 1959), ungarischer Jurist
- Péter Kovács (Historiker) (* 1969), ungarischer Historiker, Archäologe und Klassischer Philologe
- Péter Kovács (Eiskunstläufer), ungarischer Eiskunstläufer
- Péter Kovács (Fußballspieler) (* 1978), ungarischer Fußballspieler
- Philipp Kovacs (* 1982), deutscher Koch

### R
- Richárd Kovács (* 1997), ungarischer Boxer
- Rita Kovács (* 1970), ungarische Langstreckenschwimmerin
- Robert Kovács (* 1976), ungarischer Pianist und Organist
- Robin Kovács (* 1996), schwedischer Eishockeyspieler

### S
- Sámuel Tatrangi Kovács (1900-), ungarischer Maler und Grafiker
- Sarolta Kovács (* 1991), ungarische Pentathlet
- Sharon Kovacs (* 1990), niederländische Sängerin
- Ștefan Kovács (1920–1995), rumänischer Fußballspieler und -trainer
- Steven Kovacs, US-amerikanisch-ungarischer Filmproduzent und Filmregisseur

### T
- Tamás Kovács (* 1943), ungarischer Fechter
- Tibor Kovács (Fußballspieler, 1939) (* 1939), ungarischer Fußballspieler
- Tibor Kovács (Archäologe) (1940–2013), ungarischer Archäologe
- Tibor Kovács (Ringer), ungarischer Ringer
- Tibor Kovács (Maler) (* 1959), ungarischer Maler
- Tibor Kovács (Fußballspieler, 1968) (* 1968), ungarischer Fußballspieler

### V
- Viktor Kovács (* 1973), ungarischer Leichtathlet
- Vilma Kovács (1883–1940), ungarische Psychoanalytikerin
- Vince Kovács (1886–1974), ungarischer Geistlicher

### Z
- Zoltán Kovács (Schachspieler) (* 1944), ungarischer Schachspieler
- Zoltán Kovács (Politiker, 1957) (* 1957), ungarischer Politiker
- Zoltán Kovács (Geograph) (* 1960), ungarischer Geograph
- Zoltán Kovács (Kanute), ungarischer Kanute
- Zoltán Kovács (Sportschütze) (* 1964), ungarischer Sportschütze
- Zoltán Kovács (Politiker, 1969) (* 1969), ungarischer Politiker
- Zoltán Kovács (Fußballspieler, 1973) (* 1973), ungarischer Fußballspieler
- Zoltán Kovács (Gewichtheber) (* 1977), ungarischer Gewichtheber
- Zoltán Kovács (Musiker) (* 1977), ungarischer Klarinettist
- Zoltán Kovács (Fußballspieler, 1986) (* 1986), ungarischer Fußballspieler
- Zoltán Kovács (Volleyballspieler) (* 1986), ungarischer Volleyballspieler
- Zoltán Kovács (Leichtathlet) (* 1990), ungarischer Leichtathlet
- Zsigmond Kovács (1820–1887), ungarischer Geistlicher
- Zsófia Kovács (Badminton) (* 1984), ungarische Badmintonspielerin
- Zsófia Kovács (Triathletin) (* 1988), ungarische Triathletin
- Zsófia Kovács (Turnerin) (* 2000), ungarische Turnerin
- Zsolt Kovács (* 1962), ungarischer Biathlet
- Zsolt Kézdi-Kovács (1936–2014), ungarischer Filmregisseur
- Zsuzsa Kovács (Designerin) (1902–1974), ungarische Designerin
- Zsuzsa Kovács (Schauspielerin) (1945–2020), ungarische Schauspielerin
- Zsuzsa Kovács (Schwimmerin) (* 1945), ungarische Schwimmerin
- Zsuzsa Kovács (Badminton) (* 1965), ungarische Badmintonspielerin
- Zsuzsanna Kovács (* 1984), ungarische Badmintonspielerin